# 海老ヶ瀬インターチェンジ
海老ヶ瀬インターチェンジ（えびがせインターチェンジ）は、新潟県新潟市東区にある国道7号（新潟バイパス・新新バイパス）のインターチェンジである。
この当ICを境に、曽和方面が新潟バイパス、新発田方面が新新バイパスとなっている。

## 接続路線
- 新潟県道3号新潟新発田村上線＜旧国道7号＞（新崎方面、上木戸方面）

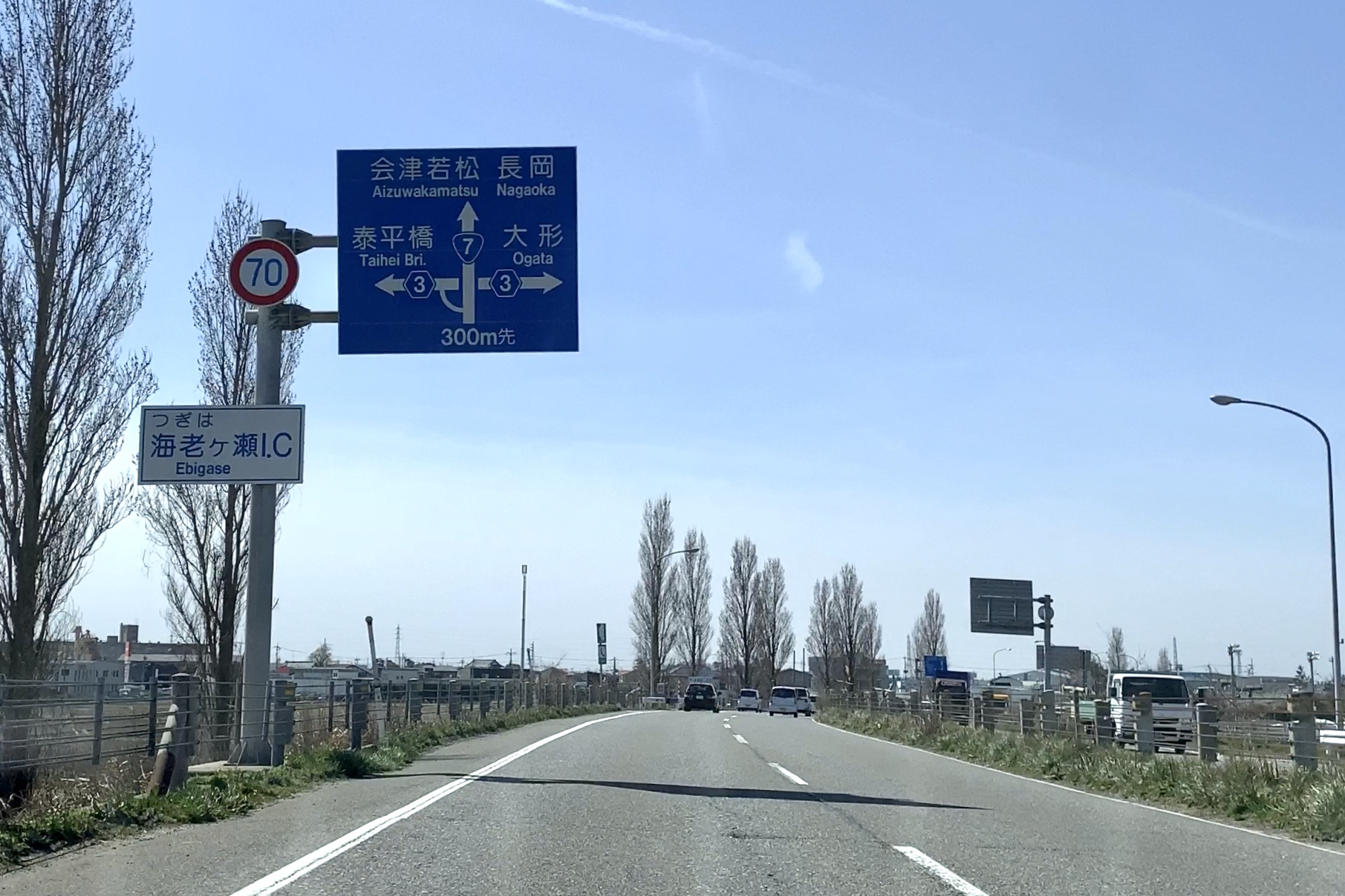
西行本線上のIC案内標識（2020年3月）
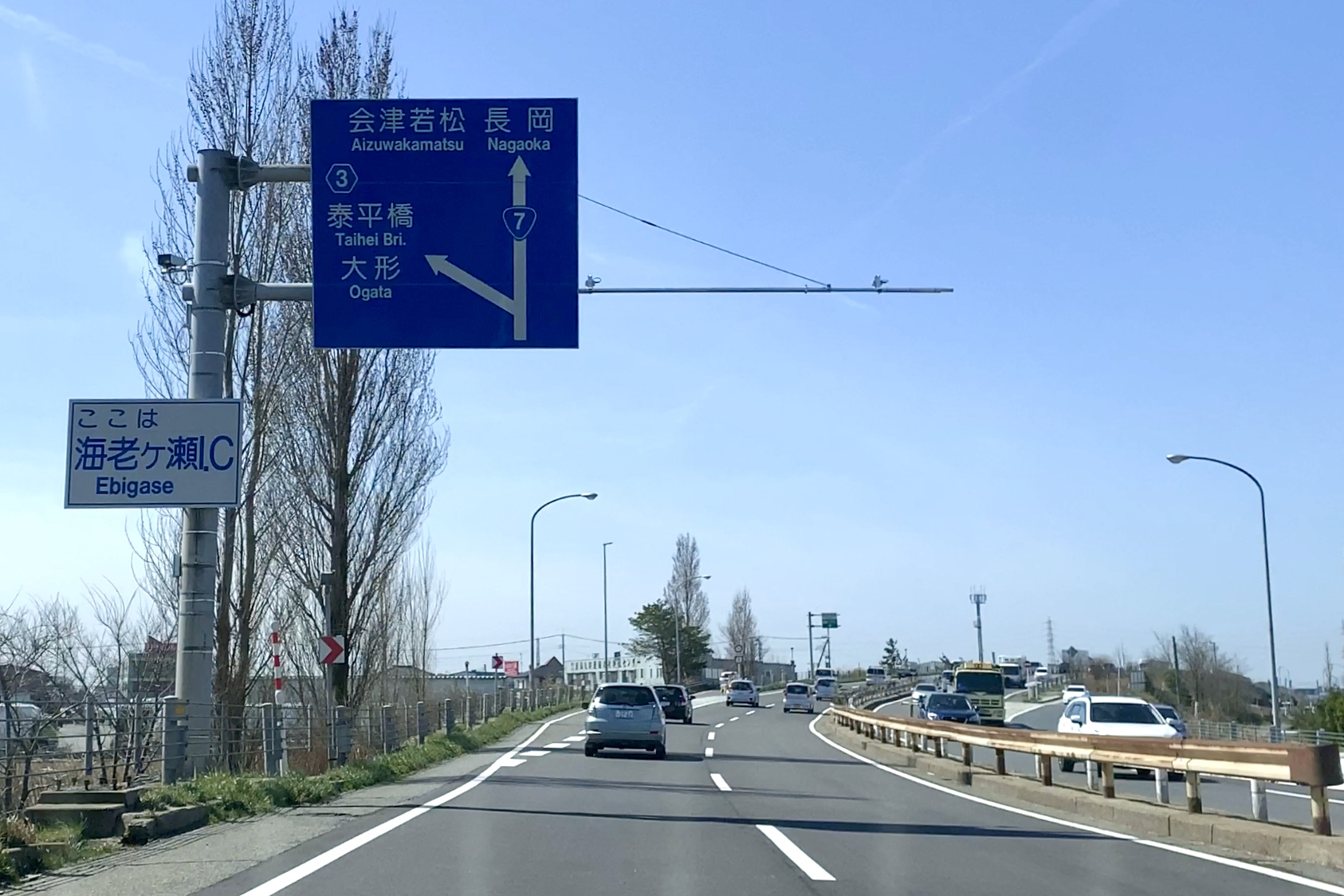
西行本線上のIC案内標識（2020年3月）

## 周辺
- 新潟県立大学（元県立新潟女子短期大学、2012年3月閉校）
- 新潟自動車学校
- イオン新潟東店・カプコサーカス新潟東店（東方面からのみ最寄、西方面からは逢谷内ICが最寄）

## 隣
国道7号（新潟バイパス）
逢谷内IC - 海老ヶ瀬IC
国道7号（新新バイパス）
海老ヶ瀬IC - 一日市IC